# Couchezmolen

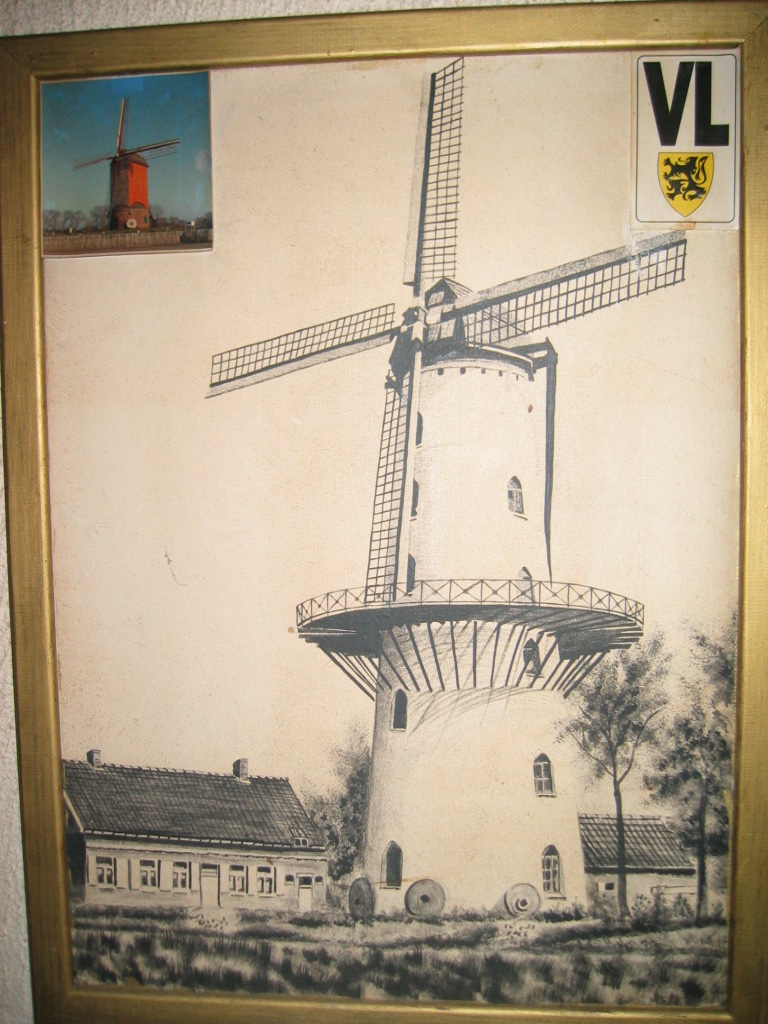
Afbeelding van de Couchezmolen, de foto in de bovenhoek is echter wel de Wullepitmolen.

De Couchezmolen, ook wel de witte molen genoemd vanwege z'n witgekalkte romp, is een stenen windmolen in Zarren, een deelgemeente van de Belgische gemeente Kortemark. Met een lengte van 25,3m behoort hij tot de grootste stenen molens van België.

## Geschiedenis
De geschiedenis van de molen begon met Jan Couchez’ aanvraag om graan te mogen malen en olie te mogen slaan. Hij had echter onvoldoende rekening gehouden met de tijd die graan malen en olie slaan in beslag neemt. Z’n provinciale toelating om graan te mogen malen, liet hij dan ook al snel verwaarlozen. Hij liet in 1837 wel een olierosmolen en een staakmolen bouwen. De eerste jaren hield hij zich vooral bezig met de productie van olie.
Enkele jaren later concludeerde hij dat de productie van de rosmolen tegenviel en besloot hij de molen te laten verbouwen tot een koren- en oliewindmolen. Daarvoor kreeg hij toestemming in 1845.
In 1869 overleed Jan Couchez. Zijn weduwe Barbara Vandamme besloot in 1870 de molen alsnog te vernieuwen, en maakte er een bakstenen stellingmolen van, met een benedenverdieping -voor het slaan van olie- en zeven zolders. In 1894 werd er nog een stoominstallatie bij gebouwd.
De molen kwam praktisch ongeschonden uit de Eerste Wereldoorlog. Tijdens de Duitse bezetting werd de stoominstallatie van de olieslagerij gebruikt om elektriciteit op te wekken voor de dorpskom van Zarren. Vanaf 1916 werd de stoominstallatie draaiende gehouden door Russische krijgsgevangenen, die o.a. ook een functie hadden op het pionierspark van Zarren. De molen overleefde zo goed als ongeschonden WO I. 
Een wiekbreuk zorgde ervoor dat in 1944 de molen met maar één roede (dus enkel twee wieken) draaide en in 1949 werd ten slotte besloten de molen buiten bedrijf te stellen.

### Restauraties
In 1967 werd de sinds 14 april 1944 tot monument geklasseerde molen, gerestaureerd door de molenbouwers Peel uit Gistel.
Weer raakte de molen echter in verval en er dreigde zelfs instortingsgevaar. In 1995 besloot de West-Vlaamse Molenwacht een noodoplossing door te voeren om verder verval te voorkomen. In 1997 werd de molen voor 27 jaar lang in erfpacht gegeven aan de gemeente Kortemark. De molen werd gerestaureerd door architect Carlos Rabaut - die afkomstig is uit de streek - en molenmakerij Wieme tussen 2002 en 2003.
Slechts één jaar later brak, door een ongelukkige vangmaneuvre (remmen), de molenaskop en stond de molen er wiekenloos bij. Begin 2006 werd de reparatie van het monument door Wieme voltooid.